# Transilien Paris Rive-Gauche
Transilien Paris-Montparnasse sono i servizi Transilien di SNCF con partenza dalla Gare Montparnasse. Si tratta di un servizio ferroviario regionale nell'Île-de-France che gestisce parzialmente le linee C e U, e interalemente la linea N, collegando l'ovest e il sud-ovest dell'Île-de-France. Le  linee N e U hanno una direzione comune.
A questo servizio è assegnata la lettera N e collega Parigi a Dreux, Rambouillet e Mantes La Jolie attraverso 35 stazioni e la Transilien U. Si sviluppa per 117 km e trasporta 117.000 viaggiatori al giorno.